# Мур, Алан
А́лан Мур (англ. Alan Moore, род. 18 ноября 1953; Нортхемптон, Англия) — английский писатель и сценарист, музыкант, автор комиксов, среди известных его произведений: «Хранители», «V — значит вендетта», «Из ада», «Бэтмен. Убийственная шутка» и серия «Лига выдающихся джентльменов». Мур признан «одним из самых значительных британских писателей последних пятидесяти лет». Оказал огромное влияние на многих деятелей культуры и искусства, среди которых Нил Гейман, Джосс Уидон, Зак Снайдер и Дэймон Линделоф.
Мур начал свою карьеру в британских андеграундных и альтернативных журналах в конце 1970-х. Первые его удачные публикации появились в таких журналах как «2000AD» и «Warrior». Впоследствии его пригласили в американское издательство DC Comics, и он стал «первым автором комиксов, живущим в Великобритании и работающим в Америке». Во время работы в DC Comics он работал над известными персонажами, такими как Бэтмен, Супермен, создал Джона Константина, переписал историю Болотной Твари. В течение 1980-х Мур стал одним из тех авторов комиксов, которые помогли изменить отношение к жанру в Соединённых Штатах и Соединённом Королевстве. Его комиксы называют «Образцом высокого искусства». Алан Мур интересуется и практикует магию, это отражается в его некоторых произведениях (например образ Джона Константина как мага).
Несмотря на личное несогласие Мура, многие из его произведений экранизированы Голливудом: «Из ада» (2001), «Лига выдающихся джентльменов» (2003), «V значит Вендетта» (2005) и «Хранители» (2009 и 2019).

## Биография

### Молодость: 1953—1977
Алан Мур родился 18 ноября 1953, в Больнице Святого Эдмонда в Нортхемптоне, в рабочей семье. Он вырос в районе Нортхемптона, известном как Берроуз (The Burroughs), для которого был характерен низкий уровень жизни и малые зарплаты. Тем не менее, позже Алан Мур скажет, что «любил это. Любил людей. Любил общество и… не знал, что бывает как-то по-другому».
Он жил с родителями в небольшом доме. Отец — Эрнест Мур — работал на пивоваренном заводе, а мать — Сильвия Дорин была машинисткой. Также в доме жил младший брат Майк и их бабушка по материнской линии. Он, начиная с пяти лет, заинтересовался чтением и читал всё подряд, беря книги из местной библиотеки.
Одновременно с поступлением в начальную школу Спринг-Лейн он начинает читать комиксы. Сначала это малоизвестные британские комиксы, такие как «Цилиндр» (Topper) и «Нос» (Beezer), но в конце концов он переходит на американские «Флэш» (Flash), «Детективный комикс» (Detective Comics), «Фантастическая четвёрка» (Fantastic Four) и «Чёрный ястреб» (Blackhawk).
Сдав выпускной экзамен для начальной школы, Алан поступает в Нортхемптонскую среднюю школу, где впервые встречается с людьми из «среднего класса». Уровень образования в средней школе оказывается гораздо выше, и потрясённый Алан из одного из лучших учеников в одночасье превращается в самого отстающего. В процессе учёбы он теряет всякий «интерес к научному исследованию» и верит, что у учителей есть «тайный учебный план», разработанный для того, чтобы обучить детей «точности, повиновению и принятию монотонности».

«ЛСД было невероятным переживанием. Не то, чтобы я рекомендую это кому-то ещё, но мне оно отчасти помогло понять то, что реальность не объективна. Та реальность, с которой мы сталкиваемся каждый день, была одной реальностью, настоящей. Но были и другие: другие точки зрения, где у тех же вещей есть другие значения, которые столь же реальны. Это произвело на меня колоссальное воздействие.»
Алан Мур, (2003)

Тем временем, в конце 1960-х, он интересуется движением хиппи, поверив их идеалам, что все будут «братьями в Эпоху Водолея». Он также начинает публиковать свои стихи и эссе в небольших любительских журналах, что приводит его к идее создания собственного журнала. Журнал назывался «Эмбрион» (Embryo) и через него Мур связывается с группой хиппи, известной как «Лаборатория Искусств» (Arts Lab).
Под влиянием творчества Тимоти Лири, Алан начинает продавать ЛСД в школе, за что его исключают в 1970-м году. Позже он опишет себя как «одного из самых нелепых дилеров ЛСД в мире». После этого случая директор школы «связался с другими учебными заведениями, куда я обращался, и посоветовал им не принимать меня, потому что я представляю опасность для морального облика других студентов. Возможно, он был прав.»
Продолжая жить в доме родителей в течение нескольких лет, он постоянно менял работы. За эти годы он успевает поработать и мойщиком туалетов, и работником кожевенного завода. Приблизительно в 1971-м он начинает встречаться с девушкой по имени Филлис, вместе с которой он переезжает в «небольшую однокомнатную квартиру на Баррок-Роуд в Нортхемптоне». В скором времени они женятся и переезжают в новый муниципальный микрорайон в восточной части города, где Алан работает в офисе местного газового управления. Однако он чувствует, что не достигнет ничего на этой работе, и решает попытаться заработать на жизнь чем-то более творческим.

### Ранняя карьера: 1978—1980
Оставив офисную работу, Мур решает заняться написанием и иллюстрированием комиксов. К этому времени он уже написал несколько стрипов (коротких комиксов из нескольких картинок) для нескольких альтернативных журналов. Среди них были «Anon E. Mouse», для местной газеты «Anon» и «St. Pancras Panda» — пародия на «Медвежонка Паддингтона», для находящегося в Оксфорде «Back Street Bugle».
Первый гонорар Мур получает за несколько рисунков, которые были напечатаны в музыкальном журнале NME. Немного позже ему удается серия историй о частном детективе Роскоу Москоу (Roscoe Moscow), который он издаёт под псевдонимом Курт Вайл (Curt Vile) (игра слов на имени композитора Курта Вайля (Kurt Weill)) в еженедельном музыкальном журнале «Sounds». На этой серии он зарабатывает по 35 фунтов в неделю.
В это же время у них с Филлис рождается дочь Лиа и для того, чтобы выжить они оформляют пособие по безработице. Чуть позже, в 1979 году, Алан начинает публиковать новый комикс «Максвелл Волшебная Кошка» (Maxwell the Magic Cat) в «The Northampton Post» под псевдонимом Джилл де Рей (Jill de Ray) (игра слов с именем средневекового маньяка Жиля де Ре (Gilles de Rais)). Зарабатывая ещё по 10 фунтов в неделю, он решает отказаться от социального обеспечения, и продолжает писать «Максвелла Волшебную Кошку» до 1986 года.
Мур говорил, что был бы счастлив продолжить приключения Максвелла сколь угодно долго, но прекратил работу после того, как газета опубликовала негативную статью о гомосексуалистах.
Тем временем Алан Мур полностью отказывается от рисования и решает сосредоточиться на написании сценариев комиксов. Своё решение он объясняет так: «После того, как я занимался этим в течение нескольких лет, я понял, что никогда не буду в состоянии рисовать достаточно хорошо и/или достаточно быстро, чтобы обеспечить себе достойные заработки как художник.»
Чтобы научиться писать успешные сценарии комиксов, Алан Мур просит совета у своего друга, автора комиксов Стива Мура, с которым он знаком с четырнадцати лет. Горя желанием писать для 2000AD, одного из самых видных британских журналов комиксов, Мур посылает им сценарий для известного комикса «Судья Дредд». В то время в издательстве не нуждались в другом авторе для Судьи Дредда (его успешно писал Джон Вагнер), но редактор издательства Алан Грант увидел в работе Мура потенциал. Он сказал: «этот парень чертовски хороший автор» и предложил Муру написать несколько историй для серии «Future Shocks». Первые истории не приняли. Грант дал Муру несколько советов, как их улучшить, и, в конечном счёте, принял одну историю. Как оказалось в дальнейшем, она стала первой из многих.
Тем временем Алан Мур также пишет небольшие истории для «Doctor Who Weekly». Позже он скажет о них: «Я действительно очень хотел регулярную полосу. Я не хотел делать рассказы… Но другого не было. Мне предлагали короткие истории на четыре или пять страниц, где вся история должна была уложиться на этих пяти страницах. Оглядываясь назад, могу сказать, что это было самая лучшая школа, где я учился построению сюжета». В конце 1980-х начале 1990-х он покинул индустрию комиксов и временно стал «свободным художником». В эти годы он работал над экспериментальными произведениями, такими как эпопея «Из Ада» (From Hell), порнографические «Потерянные Девочки» (Lost Girls) и классический текстовый роман, «Голос Огня» (Voice of the Fire).

### Marvel UK, 2000AD, и Warrior: 1980—1984
С 1980-го по 1984 год Алану Муру, который продолжает работать внештатным автором, начинают поступать предложения о работе от различных издательств Великобритании, а именно от 2000AD, Marvel UK и Warrior. Он позже опишет это так: «Я помню, что все вокруг вдруг стали предлагать мне работу только потому, что боялись, что работу мне могут дать их конкуренты». Это было время возрастающей популярности комиксов в Великобритании, и, как сказал Лэнс Паркин (Lance Parkin), «британская индустрия комиксов была сплочена как никогда прежде, и было ясно, что нужно расти вместе с аудиторией. Комиксы стали читать не только маленькие мальчики-подростки и даже студенты университетов — теперь читали их».
В течение трёх лет 2000AD издает более пятидесяти историй Мура для серий Future Shocks и научно-фантастического сериала «Обманщики Времени» (Time Twisters). Редакторы журнала, впечатлившись работой Мура, предлагают ему постоянную полосу, которую они хотят начать с истории, основанной на фильме «Инопланетянин» (E.T. the Extra-Terrestrial). В результате появляется комикс «Skizz», иллюстрированный Джимом Бэйки (Jim Baikie). Это история про инопланетянина, который терпит крушение на Земле и начинает заботиться о женщине по имени Рокси. Другой серией, которую он пишет для 2000AD, становится «D.R и Quinch», иллюстрированный Аланом Дэвисом (Alan Davis). Это история (Мур определил её как «продолжение традиции „Несносного Денниса“ (Dennis the Menace), но только с термоядерными способностями») строится вокруг двух инопланетян-хулиганов, и представляет собой научную фантастику с персонажами O.C. и Stiggs из юмористического журнала «National Lampoon». Однако вершиной карьеры Мура в 2000AD становится «Баллада о Хало Джонсе» (The Ballad of Halo Jones) — первая серия комиксов, которая строится вокруг персонажа женского пола. Сам Мур позже опишет этот комикс как «работа над ним была лучшей для меня». К сожалению, созданная вместе с художником Иэном Гибсоном (Ian Gibson), серия была закрыта прежде, чем были написаны все эпизоды.
Другим издательством комиксов, которое захотело нанять Алана Мура, стало Marvel UK, которое уже купило несколько его историй для «Doctor Who Weekly» и «Star Wars Weekly». Стремясь завоевать более взрослую аудиторию, чем их главные конкуренты 2000AD, они нанимают Мура, чтобы тот писал серию комиксов «Капитан Британия», «с середины основной сюжетной линии, которую он не читал и так до конца не понял». Он заменяет прежнего автора Дэйва Торпа (Dave Thorpe), но решает работать с прежним художником, Аланом Дэвисом (Alan Davis), которого Мур описывает как «художника, который любит среду, и который искренне радуется, когда ему удается выгодно использовать в пределах этой среды любую линию, каждый новый дизайн костюмов, каждый нюанс выражения лиц персонажей».
Третьим издательством комиксов, на которое работает Мур в этот период, становится новый ежемесячный журнал «Warrior», основанный Дезом Скинном (Dez Skinn), бывшим редактором обоих издателей 2000 AD и Marvel UK. Журнал предлагает авторам бо́льшую свободу, чем была разрешена крупными издательствами. Именно в «Warrior», согласно Лансу Паркину (Lance Parkin), Мур «начнет достигать своего потенциала».
Первоначально Алану Муру дают две больших истории в «Warrior»: «Marvelman» и «V значит Вендетта», обе начинают выходить с самого первого номера журнала с марта 1982. «V значит Вендетта» — триллер-антиутопия о будущем, где фашистское правительство управляет Великобританией. Ему противостоит одинокий анархист, одетый в костюм Гая Фокса. Герой становится террористом, чтобы свергнуть правительство. «Вендетту» иллюстрирует Дэвид Ллойд (англ. David Lloyd). Мур так недоволен правительством Маргарет Тетчер, что придумывает фашистское государство, где устранены все этнические и сексуальные меньшинства. Эту работу называют «лучшей работой Мура». Она создаёт его культ и поддерживает популярность в течение последующих десятилетий.
«Marvelman», который по юридическим причинам переименовывают в «Miracleman», первоначально был серией комиксов, издававшихся в Великобритании с 1954 по 1964 годы. Он был основан на американском комиксе «Captain Marvel». После возрождения «Marvelman» Мур «берёт детский персонаж и помещает его в реальный мир 1982 года». Иллюстрируют комикс Гарри Лич (Garry Leach) и Алан Дэвис (Alan Davis). Третья серия комиксов, которую Мур делает для «Warrior», называется «The Bojeffries Saga». Это комедия про английскую семью из рабочего класса, которая состоит из вампиров и оборотней. Эту историю иллюстрирует Стив Пархаус (Steve Parkhouse).
К сожалению, «Warrior» закрывается раньше, чем эти истории успевают опубликовать полностью. Однако и «Miracleman» и «V значит Вендетта» были впоследствии закончены к 1989 году и выпущены другими издателями. Биограф Алана Мура Лэнс Паркин (Lance Parkin) пишет, что «если читать эти произведения вместе, можно заметить некоторые интересные детали: в одном герой борется с фашистской диктатурой в Лондоне, в другом —супермен-ариец создает её».
Хотя работы Алана Мура считаются одними из самых популярных, и печатаются в 2000 AD, сам Мур все больше ощущает нехватку свободы сценариста в британской индустрии комикса. В интервью журналу Arkensword в 1985 году он говорит о том, что прекратил работать на всю компанию Британских издателей IPC «по той простой причине, что IPC врала мне, жульничала и вообще считала меня дерьмом». В 1986 году Мур прекращает писать для 2000AD, бросая оставшиеся главы истории «Halo Jones». Откровенные высказывания Алана Мура и его принципиальность, особенно по поводу авторских прав, ещё не раз приведут его к разрыву отношений со многими другими издателями в течение всей его карьеры.
Тем временем, Алан Мур под псевдонимом Транслюсия Бабун выходит на музыкальную сцену, основывая группу «Sinister Ducks» вместе с басистом готической группы Bauhaus Дэвидом Дж (David J) и Алексом Грином (Alex Green). В 1983 они выпускают сингл «March of the Sinister Ducks», оформленный иллюстратором Кевином О’Нилом (Kevin O’Neill). В 1984-м Алан Мур и Дэвид Дж выпускают 12-дюймовую пластинку в которой самой популярной оказывается песня «Это порочное кабаре» (This Vicious Cabaret), которая звучит в «V значит Вендетта». Пластинку выпускает лейбл Glass Records. Мур также пишет песню «Leopardman At C&A» для Дэвида Дж., музыку для которой сочиняет Мик Коллинз (Mick Collins). Песня входит в альбом «We Have You Surrounded» и исполняется группой Коллинза «The Dirtbombs».

### Американский мейнстрим и DC Comics: 1983—1988
Работа Алана Мура в британских издательствах привлекла внимание редактора DC Comics Лена Вейна (Len Wein), который нанимает Мура в 1983 году для написания «Болотной Твари» (Swamp Thing), шаблонного и плохо продающегося комикса. Мур, вместе с художниками Стивеном Р. Биссеттом (Stephen R. Bissette), Риком Веичем (Rick Veitch) и Джоном Тотлебеном (John Totleben), полностью пересоздаёт персонажа, сочиняя серию экспериментальных историй в жанре фантастического ужастика, но с сюжетами затрагивающими социальные проблемы и проблемы защиты окружающей среды. Также в комиксе делаются попытки исследовать культуру Луизианы, где происходит действие комикса. В качестве персонажей «Болотной Твари» Алан Мур даёт вторую жизнь многим заброшенным волшебным и сверхъестественным персонажам DC, включая Призрака (Spectre), Демона (Demon), Призрачного Незнакомца (Phantom Stranger), Мертвеца (Deadman) и других. Также он придумывает Джона Константина (John Constantine), английского мага, выходца из рабочего класса (образ которого был срисован с музыканта Стинга), который позже становится главным героем отдельного комикса «Hellblazer», на настоящий момент самого длинного непрерывно издаваемого комикса издательства Vertigo.
Алан Мур продолжает писать «Болотную тварь» в течение ещё примерно трех лет, с выпуска № 21 (январь 1984 г.) до выпуска № 64 (сентябрь 1987 г.) за исключением выпусков № 59 и № 62. Эта работа Мура была благосклонно оценена критиками и успешна в коммерческом плане. Успех Мура подталкивает DC к тому, чтобы нанять на работу других европейских и особенно британских авторов, таких как Грант Моррисон (Grant Morrison), Джейми Делано (Jamie Delano), Питер Миллиган (Peter Milligan) и Нил Гейман (Neil Gaiman). Издательство хочет, чтобы они писали комиксы в том же стиле с радикально обновленными известными персонажами. Комиксы, написанные этими авторами, положили начало тому, что стало основной линейкой издательства Vertigo.
Мур продолжает писать для DC Comics. Одна из следующих его работ — история в двух частях для комикса «Линчеватель» (Vigilante), в которой исследуется проблема домашнего насилия. В конечном счете Алану Муру дают шанс написать историю для одного из самых известных супергероев DC — Супермена, под названием «Для человека, у которого есть все» (For the Man Who Has Everything). Иллюстрирует эту историю Дэйв Гиббонс (Dave Gibbons) и она выходит в свет в 1985 году. История развивается вокруг Супермена, но так же включает в себя много других супергероев, включая Чудо-Женщину (Wonder Woman) и Бэтмена (Batman). Они приходят на день рождения Супермена и обнаруживают, что он заражен таинственным грибком и галлюцинирует об обычной жизни. Мур пишет ещё одну историю о Супермене: «Что случилось c человеком завтрашнего дня?» (Whatever Happened to the Man of Tomorrow?) которая была издана в 1986 году. Иллюстрировал комикс Курт Сван (Curt Swan). Этот комикс задумывался как последняя история о Супермене во вселенной DC «Crisis on Infinite Earths».
1988 году выходит написанная Аланом Муром и иллюстрированная Брайаном Боллэндом (Brian Bolland) история о Бэтмене: «Убийственная Шутка» (The Killing Joke). Сюжет вращается вокруг Джокера, который сбегает из Психбольницы Аркхема и начинает смертельное веселье, вовлекая в него Бэтмена, пытающегося его остановить. Несмотря на то, что эта история считается ключевой в пересмотре Бэтмена как персонажа, наряду с такими комиксами как «Тёмный Рыцарь возвращается» (The Dark Knight Returns) Фрэнка Миллера и «Бэтмэн: Год первый», Лэнс Паркин полагает, что «тема развита недостаточно» и «это — редкий пример в биографии Мура, когда отрисовка комикса лучше чем сценарий». Это признает и сам Мур.
Ограниченная серия «Хранители» (Watchmen), которая была начата в 1986 году и издана отдельной книгой в мягкой обложке в 1987-м, окончательно закрепляет репутацию Алана Мура. В этом комиксе они вместе с художником Дэйвом Гиббонсом (Dave Gibbons) представили каким был бы мир, если бы супергерои действительно существовали с 1940-х. В результате получилась вселенная, в которой всё ещё идет холодная война между США и СССР, и над всеми нависает угроза ядерной войны. Супергерои в «Хранителях» мучаются кризисом среднего возраста, работают на правительство или находятся вне закона. Причем становятся супергероями они по причинам психологическим. «Хранители» нелинейны и рассказываются с разных точек зрения. Некоторые главы экспериментальны. Например, дизайн пятой главы «Устрашающая Симметрия» (Fearful Symmetry) (в переводе, выпущенном издательством «Амфора», глава называется «Устрашительная стать»), зеркален. Последняя страница подобие зеркального отображения первой, вторая — предпоследней, и так далее. Это ранние проявления интереса Мура к восприятию времени и значению понятия «свобода воли».
«Хранители» — единственный комикс, который получает литературную премию Хьюго (Hugo Award) в номинации «Лучшая Другая форма». Этот комикс считается лучшей работой Алана Мура, и его регулярно называют лучшим из когда-либо написанных комиксов. В то же время выходят такие комиксы как «Бэтмэн: Темный Рыцарь возвращается» Фрэнка Миллера, «Maus» от Art Spiegelman, и Хайме и «Любовь и Ракеты» (Love and Rockets) Гильберта Эрнандеса (Gilbert Hernandez) и Jaime. «Хранители» являются частью тенденции в американском комиксе конца 1980-х, когда издательства старались привлечь более взрослых читателей. Мур быстро становится знаменитостью в СМИ. Повышенное внимание приводит к тому, что он дистанцируется от фанатов и больше не посещает съезды и конференции (на одном из собраний UKCAC в Лондоне навязчивые охотники за автографами преследуют его даже в туалете).
В 1987-м Мур принимает заказ на мини-сериал под названием «Сумерки супергероев» (Twilight of the Superheroes), название созвучное опере Рихарда Вагнера Götterdämmerung («Сумерки Богов»). Действие должно было происходить в будущем вселенной DC, где миром управляют династии супергероев: Дом Стали (во главе с Суперменом и Чудо-Женщиной) и Дом Грома (состоящий из супергероев издательства Marvel). Эти два Дома собираются объединиться, совершив династический брак, и тогда их общая власть станет реальной угрозой для свободы человечества. Но, некоторые персонажи, включая Джона Константина (John Constantine), попытаться этому помешать и освободить человечество от власти супергероев. Этот комикс также должен был восстановить несколько миров Вселенной DC, которые были уничтожены в мини-сериале 1985 года «Crisis on Infinite Earths».
Эта серия комиксов никогда не анонсировалась официально, но копии подробных записей Мура появились в Интернете и в печати, несмотря на все усилия издательства DC, которое считает их своей собственностью. Некоторые идеи, такие как «гипервремя», позже появились в других комиксах DC. В мини-сериале 1996 года «Kingdom Come» написанном Марком Вэйдом и Алексом Россом, эксплуатируется идея конфликта между супергероями в будущем вселенной DC. Вэйд и Росс заявляли, что они читали концепцию «Сумерек» перед тем как начать работу, но любые сходства незначительны и случайны.
Отношения Алана Мура с DC Comics постепенно ухудшаются из-за разногласий по вопросам авторских прав и ведения коммерческого планирования производства. Муру и Гиббонсу не выплачивают гонорар за выпуск дополнительного тиража «Хранителей», поскольку DC определяет его как «рекламный тираж». Согласно отчетам, он и Гиббонс получают только 2 % прибыли, заработанной DC на «Хранителях». Тем временем, ряд авторов, включая Алана Мура, Фрэнка Миллера, Марва Уолфмена (Marv Wolfman), и Говарда Чайкина (Howard Chaykin), оказываются неподходящими для издательства DC из-за новой системы возрастных ограничений для комиксов, подобной тому, какая используется для художественных фильмов. После завершения «V значит Вендетта», которая издавалась в DC, в 1989 году Алан Мур увольняется.

### Независимый период и Безумная любовь: 1988—1993
Оставив DC Comics и вообще индустрию комиксов, Алан Мур вместе с женой Филлис и их общей любовницей Деброй Делано (Deborah Delano) пытается организовать собственное издательство комиксов, которое они называют «Безумная любовь» (Mad Love). Сюжеты комиксов, которые они издают в «Безумной Любви», далеки от научной фантастики и историй о супергероях, которые Мур привык писать. Это истории в жанре реализма, рассказывающие о простых людях и политических проблемах. Первой публикацией вышедшей в «Безумной Любви» становится «ХПНПГ: Художники против необузданной правительственной гомофобии» (AARGH: Artists Against Rampant Government Homophobia). Это сборник работ нескольких авторов, включая самого Мура, которые бросают вызов недавно введённому правительством Маргарет Тэтчер «Пункту 28» — закону, разработанному, чтобы предотвратить «продвижение гомосексуализма» в школах. Прибыль от продаж книги перечисляется «Организации движения геев и лесбиянок», и Мур этим «очень доволен», заявляя, что «мы не препятствовали тому, чтобы этот законопроект был принят, но мы участвовали в общем движении против него, которое и предотвратило принятие этого законопроекта, как бы его создатели ни надеялись на обратное.» Вторая изданная книга «Театр теней: Секретная Команда» (Shadowplay: The Secret Team) тоже была политической.
С подачи мультипликатора и адвоката Дэйва Сима (Dave Sim), Алан Мур решает выпустить в «Безумной любви» свой следующий проект —"Большие числа" (Big Numbers). Это должен был быть 12-серийный комикс о месте, называемом Хэмптон (Hampton) (по сути, «слегка видоизмененной версией родного Муру Нортхемптона»), о том, как большой бизнес влияет на обычных людей и всё это с элементами теории хаоса. Комикс начал рисовать Билл Сенкевич (Bill Sienkiewicz), который после двух выпусков в 1990 году отказался от дальнейшей работы. Мур надеялся, что его помощник Билла Эл Колумбия (Al Columbia) заменит его, но этого не случилось, и комикс остался незаконченным.
После этого, в 1991 году компания Victor Gollancz Ltd издаёт историю Алана Мура «Маленькое убийство» (A Small Killing), иллюстрированную Оскаром Заратом (Oscar Zarate). Это история про одного рекламщика-идеалиста, которого посещает призрак его самого в детстве. Согласно Лэнсу Паркину, «Маленькое убийство» — «скорее всего, самая недооценённая работа Мура». Вскоре после этого «Безумная любовь» прекращает своё существование, так как Филлис и Дебра расстаются с Муром и забирают большую часть денег, которые он заработал в 1980-х.
Тем временем Мур начинает писать для маленькой независимой антологии комиксов под названием «Табу» (Taboo), которую собирает Стивен Р. Биссетт (Stephen R. Bissette). Первым становится комикс «Из Ада», художественная интерпретация истории Джека Потрошителя — маньяка 1880-х годов. Вдохновлённый книгой Дугласа Адамса «Холистическое детективное агентство Дирка Джентли» (Dirk Gently’s Holistic Detective Agency), Мур рассуждает так: чтобы полностью раскрыть преступление, нужно исследовать общество в целом. Это приводит его к тому, что он изображает убийства как следствие политической и экономической ситуации того времени. Почти каждый известный человек того времени так или иначе оказывается связан с событиями. Это и «Человек-слон» Джозефа Меррика (Joseph Merrick), Оскар Уайлд, индейский автор Чёрный Лось (Black Elk), Уильям Моррис, художник Уолтер Сикерт (Walter Sickert) и Алистер Кроули (Aleister Crowley), который появляется в образе мальчика. Комикс иллюстрирует Эдди Кэмпбелл (Eddie Campbell) в стиле рисунков тушью. Мур пишет «Из Ада» почти десять лет. Комикс переживет «Табу» и меняет ещё двух издателей прежде, чем его окончательно собирает в мягкой обложке издательство «Eddie Campbell Comics». «Из Ада» получает хвалебные отзывы, а известный автор комиксов Уоррен Эллис, называет его «мой самый любимый графический роман».
Ещё один комикс, который Алан Мур пишет для «Табу», называется «Потерянные девочки» (Lost Girls). Сам Мур определяет его жанр как «интеллектуальная порнография». Иллюстрирует комикс Мелинда Джебби (Melinda Gebbie), с которой Мур впоследствии вступает в близкие отношения. Действие комикса происходит в 1913 году. Три девушки: Алиса из «Алисы в Стране чудес», Дороти из «Волшебника страны Оз» и Венди из «Питера Пэна», разных возрастов и социальной принадлежности, встречаются в отеле и рассказывают друг другу истории о своих сексуальных похождениях. Этой работой Мур делает попытку внести нечто новое в жанр комикса. Он полагает, что порнография именно такое средство. Позже он скажет: «У меня было много идей относительно того, как сделать искренний комикс на сексуальную тему, причём сделать это так, чтобы обойти имеющиеся проблемы с порнографией вообще. То есть то, что порнография уродлива, скучна и не изобретательна. У неё нет стандартов». Как и «Из Ада», «Потерянные девочки» переживают проект «Табу». Последующие главы издаются беспорядочно. Только после завершения работы комикс издаётся полностью в собрании сочинений в 2006 году.
В то же время Алан Мур приступает к написанию классического текстового романа. Роман называется «Голос Огня» (Voice of the Fire) и издаётся в 1996 году. Необычный по построению роман состоит из нескольких рассказов о связанных между собой событиях, происходивших в родном городе Мура Нортхемптоне в течение столетий: от Бронзового века до наших дней. Рассказы объединяются между собой в большую историю.

### Возвращение в индустрию и Image Comics: 1993—1998
В 1993 году Алан Мур отмечает сороковой день рождения. Этот год становится поворотным моментом в его жизни: он объявляет себя «церемониальным магом». Этот год знаменателен и возвращением Мура в индустрию комиксов. Теперь он снова пишет истории про супергероев. Для возвращения он выбирает издательство Image Comics, известное грубым стилем иллюстраций, обилием насилия и изображениями большегрудых полуголых женщин. Такой выбор ужасает многих его поклонников.
Первой работой для нового издательства становятся главы для комикса «Спаун» (Spawn), которые скоро перерастают в отдельный мини-сериал «1963». Он представляет собой «подражание историям Джека Кирби (Jack Kirby), написанным для Marvel в шестидесятых, с их пафосом, яркими характерами и космическим стилем». Алан Мур вспоминает о том времени: «после того, как я написал „1963“, я узнал, насколько сильно за время моего отсутствия (с 1988) изменилась аудитория комиксов. Оказалось, что большая часть читателей хочет видеть комиксы без какой-либо внятной истории, но зато с множеством больших, полностраничных изображений в стиле пин-ап. И мне действительно было интересно понять, смогу ли я написать приличную историю для того рынка».
В этот период он пишет комиксы, которые называет «лучшее из большинства историй для 13-, 15-летних». Сюда входят и три мини-сериала, основанные на мире Spawn: «Виолатор» (Violator), «Виолатор /Бэдрок» (Violator/Badrock) и «Спаун: Кровная месть» (Spawn: Blood Feud). В 1995 году ему поручают ежемесячный комикс Джима Ли (Jim Lee), «Дикие коты» (WildC.A.T.s). Мур пишет 14 выпусков этого комикса, начиная с № 21. Это история о двух группах супергероев, одна из которых отправляется на космическом корабле к своей родной планете, а другая остается на Земле. Биограф Алана Мура Лэнс Паркин критически отзывается об этом комиксе и называет его «худшее из Мура». Он пишет: «Вы чувствуете, что Мур должен быть лучше. Этот комикс не особенный». Сам Алан Мур позже скажет, что взялся за этот комикс (единственный ежемесячный сериал со времён «Болотной твари») в основном из-за того, что уважал Джима Ли. Он не был полностью доволен этой работой, полагая, что слишком хотел угодить фанатам вместо того, чтобы делать что-то новое.
Затем он берется за комикс «Суприм» (Supreme) Роба Лифелда (Rob Liefeld). Этот история о персонаже, очень похожем на Супермена из DC Comics. Вместо того, чтобы сделать комикс более реалистичным, как он это делал раньше с комиксами про супергероев, Мур поступает прямо противоположным образом: пишет истории в духе «серебряного века» комиксов о Супермене 1960-х годов. Он вводит супергероя женского пола, Суприму, суперсобаку Радара, и похожий на Криптонит материал, называемый Супремиум. Так же он возвращается к оригинальному «мифическому» образу американского супергероя, который существовал с 1930-х годов. С Муром «Суприм» обретает коммерческий успех и положительные отзывы критиков. Это означало, что Алан Мур вернулся в мир больших комиксов после нескольких лет добровольной ссылки.
Вскоре в Image Comics происходит раскол. Один из соучредителей Роб Лифельд (Rob Liefeld), создает собственную компанию Awesome Entertainment, и предлагает Алану Муру создать новую вселенную, в которой могли бы существовать принадлежащие ему персонажи Image Comics. Алан Мур предлагает «захватывающее дух и дерзкое решение. Он создает длинную и изысканную историю для этих новых персонажей, подгоняя их под стилизованный серебряный и золотой века». Он начинает писать истории для многих персонажей, таких как Доблесть (Glory) и Молодая кровь (Youngblood). Так же он пишет мини-сериал из трёх частей «Судный день» (Judgement Day), в котором описывается основа нового мира «Удивительная Вселенная» (Awesome Universe). Однако сам Мур недоволен работой с Лифельдом. Он позже опишет это так: «Я так устал от ненадежности информации, которую получал от него, что перестал ему доверять. Не думаю, что он уважал мою работу, а, следовательно, и мне было трудно уважать его. Также к тому времени я почувствовал, что не доверяю сотрудникам Image Comics, за исключением Джима Ли (Jim Lee) или Джима Валентино (Jim Valentino) и ещё нескольких». В конце 1990-х Мур вернулся в мир больших комиксов. Работал на Image Comics, а затем возглавил издательство America’s Best Comics, в котором издавал свои работы «Лига выдающихся джентльменов» (The League of Extraordinary Gentlemen) и основанный на оккультизме «Прометэа» (Promethea).

### Лучшие комиксы Америки: 1999—2008
Один из соучредителей Image, Джим Ли, предлагает Алану Муру выпускать собственный журнал, который будет находиться под управлением компании Ли Wildstorm. Мур соглашается, и решает назвать его America’s Best Comics (Лучшие комиксы Америки). Он сам выбирает художников и авторов, которые будут ему помогать делать журнал. Но некоторое время спустя Ли продает Wildstorm (а значит, и America’s Best Comics) гиганту индустрии DC Comics. «Алан Мур снова оказывается в компании, с которой он поклялся никогда больше не работать». Тем не менее, он решает остаться, объясняя это тем, что слишком много людей задействованы в проекте. Таким образом, ABC начинает своё существование в начале 1999 года. Так как Алан Мур крайне недоволен сложившейся ситуацией, Ли и редактор журнала Скотт Данбир (Scott Dunbier) лично прилетают в Англию, чтобы заверить Мура в том, что продажа журнала его никак не коснется, и ему не придется вообще контактировать с DC.
Первым комиксом, который был выпущен в ABC становится «Лига выдающихся джентльменов». Этот комикс объединяет множество персонажей из викторианских приключенческих романов, например, Алана Куотермейна (Allan Quatermain) из книг Х. Райдера Хаггарда (H. Rider Haggard), Человека-невидимку, Капитана Немо, доктора Джекилла и мистера Хайда и Вильгельмину Мюррей из «Дракулы» Брэма Стокера. Иллюстрирует комикс Кевин О’Нил (Kevin O’Neill). В первом выпуске Лига сражается против профессора Мориарти — злодея из книг о Шерлоке Холмсе, во втором — против марсиан из книги Герберта Уэлса «Война миров». Третья часть с названием «Чёрное досье» (The Black Dossier) помещает героев в 50-е годы двадцатого века. Комиксы получаются удачными, чем Мур остается крайне доволен. Ему нравится, что американской аудитории приходится по душе то, что он называет «упрямо английским», и что эти комиксы могут подтолкнуть некоторых читателей прочесть оригинальные произведения викторианской литературы.
Другим комиксом Алана Мура, выпускаемым ABC, становится «Том Стронг» (Tom Strong) — постмодернистская история про супергероя, которая хоть и пародийно, но отдает дань супергеройскому жанру. На создание этого персонажа Мура вдохновляют герои, предшествующие Супермену, — такие как Доктор Дикарь (Doc Savage) и Тарзан (Tarzan). Персонаж, с помощью некого препарата получает бессмертие, что позволяет Муру включать в повествование флэшбеки (воспоминания) о приключениях Стронга на протяжении всего XX века, написанные и отрисованные в стилях комиксов и литературы соответствующей эпохи. Основным художником этого комикса становится Крис Спраус (Chris Sprouse). «Том Стронг» получается очень похож на истории о Суприме (Supreme), но, как отметит позже Лэнс Паркин, получается «более тонким», и становится «самым доступным комиксом ABC».
Ещё один комикс Алана Мура «Десятка лучших» (Top 10). Это комедийный полицейский комикс про жизнь в городе под названием Неополис (Neopolis), где абсолютно все, от полиции и преступников до простых людей и даже домашних животных, обладают сверхспособностями, носят костюмы и ведут двойную жизнь. Этот комикс рисуют Ген Ха (Gene Ha) и Зандер Кэнон (Zander Cannon). После 12 выпусков комикс заканчивается. Но несмотря на малый объём, порождает четыре дополнительных мини-серии: «Smax» — фэнтезийный мини-сериал, нарисованный Зандер Кэнононом; «Top 10: Forty-Niners» — приквел основной истории, нарисованный Геном Ха; и два мини-сериала продолжения — «Десятка лучших: за пределами отдаленного района» (Top 10: Beyond the Farthest Precinct) и «Десятка лучших: второй сезон» (Top 10: Season Two). Оба продолжения пишет уже не Мур. Автором первого становится Пол Ди Филиппо (Paul Di Filippo), а рисует его Джерри Ордвей (Jerry Ordway). Второй комикс пишет Зандер Кэнон, а рисует Ген Ха.
Следующим знаковым комиксом становится сериал Алана Мура «Прометэа» (Promethea). В нём рассказывается история девочки-подростка Софи Бэнгс (Sophie Bangs), которая одержима древней языческой богиней Прометэа (Promethea). В комиксе исследуются многие оккультные темы, например, Каббала и само понятие волшебства. Мур заявляет, что «хотел бы сделать оккультный комикс, который не изображал бы оккультизм как нечто темное и страшное, потому что моё видение оккультизма совсем другое: более психоделическое, более сложное, более экспериментальное, более восторженное и обильное». Рисует комикс Дж. Эйч. Уильямс Третий (J.H. Williams III). «Прометэа» — одна из самых личных работ Алана Мура, она отражает «систему его взглядов и личную космологию».
Журнал ABC также печатает антологию «Истории завтрашнего дня» (Tomorrow Stories), в которой действуют такие персонажи как Паутина (Cobweb), Первый Американец (First American), Серорубашечник (Greyshirt), Джек Б. Куик (Jack B. Quick), и Сплеш Бранинган (Splash Brannigan). «Истории завтрашнего дня» создаются именно как антология — жанр, который в это время практически исчез в американской индустрии комиксов.
Тем временем, вопреки обещаниям, что DC Comics не будет вмешиваться в работу Алана Мура, они всё же вмешиваются, чем вызывают его сильнейшее возмущение. Например, в пятом выпуске «Лиги выдающихся джентльменов» была использована подлинная старинная реклама фирменной спринцовки «Marvel». DC заставляет директора журнала Пауля Левица (Paul Levitz) отозвать весь тираж и переиздать его, переименовав «Marvel» в «Amaze», чтобы избежать возможных проблем с Marvel Comics. История Паутины (Cobweb), которую Мур написал для восьмого выпуска «Историй завтрашнего дня», запрещается к выпуску из-за ссылок на книгу Л. Рона Хаббарда (L. Ron Hubbard) и американского оккультиста Джека Парсонса (Jack Parsons) «Работа Бабалон» (Babalon Working). А позже выясняется, что эта история была издана в журнале Paradox Press, принадлежащем DC Comics, под названием «Большая книга заговоров».
Одновременно с работой в ABC Алан Мур работает и над другими проектами. В 2003 году киностудия Shadowsnake Films снимает о нём документальный фильм «The Mindscape of Alan Moore», который выпускается на DVD.

### Возвращение к независимости: с 2009 года по сегодняшний день
Алан Мур прекращает работу над большинством комиксов, которые он планировал для America’s Best Comics. Всё это происходит из-за его недовольства вмешательством DC Comics в его работу. Мур вновь решает уйти из индустрии комиксов. Говоря с Биллом Бейкером (Bill Baker) в 2005 году, он отмечал: «Я люблю комиксы, но я терпеть не могу индустрию. Месяцев через 15 я, скорее всего, снова покину индустрию больших коммерческих комиксов». Однако над одним из комиксов ABC, а именно «Лигой выдающихся джентльменов», Мур продолжает работу. Продолжение с названием «Лига выдающихся джентльменов, Том III: Столетие» (The League of Extraordinary Gentlemen, Volume III: Century) насчитывает 216 страниц и издается в трёх частях по 72 страницы каждая. Первая часть вышла 13 мая 2009 года, вторая — 20 июля 2010 года, третья — 27 июня 2012 года.
После публикации «Потерянных девочек» (Lost Girls) в собрании сочинений в 2006 году Алан Мур публикует статью, в которой прослеживает историю порнографии. Он утверждает, что все социальные изменения связаны с проблемами вседозволенности в сексуальных вопросах. Он осуждает современное мнение о порнографии, как о чём-то позорном и запретном. Он призывает к новой, более художественной порнографии, которую можно открыто обсуждать, и которая будет оказывать положительное влияние на общество. Об этом же он более подробно говорит в книге-эссе с названием «25 000 лет эротической свободы» (25,000 years of Erotic Freedom), которая издается в 2009 году и получает следующую характеристику: «чрезвычайно остроумная историческая лекция, своего рода „Ужасные истории“ (Horrible Histories) для взрослых».
В 2007 году Алан Мур после длительного романа женится на Мелинде Джебби (художнице, с которой они работали над Lost Girls). В том же году он появляется в мультсериале «Симпсоны» (The Simpsons) (любимый мультсериал Мура) в серии под названием «Мужья и ножи» (Husbands and Knives), которая была показана в его пятьдесят четвёртый день рождения.
В 2009 году Алан Мур начинает издавать «первый андеграундный журнал 21-го века». Журнал называется «Dodgem Logic» (Dodgem — электромобиль из детского аттракциона). В журнале публикуются работы авторов (писателей и художников) из Нортхемптона, а также как работы самого Мура. Другим проектом становится оккультный учебник «The Moon and Serpent Bumper Book of Magic», над которым они работают совместно со Стивом Муром (Steve Moore). Учебник планируется к изданию в 2013 году в издательстве Top Shelf. Также в настоящее время Алан Мур работает над вторым текстовым романом «Иерусалим» (Jerusalem), действие которого тоже будет происходить в Нортхемптоне.
С 2010 году Мур начал публиковать серию комиксов «Providence», действие которых происходит во вселенной Г. Ф. Лавкрафта. Avatar Press ранее опубликовали сборник Алана Мура «Alan Moore’s Yuggoth Cultures and Other Growths», в который вошли неопубликованные рассказы и материалы, а также комические адаптации стихов Мура, посвященных или основанных на произведениях Лавкрафта в 2003 году. Следом вышли две части «The Courtyard» как адаптация по мотивам Лавкрафта. Мини-серия ужасов «Neonomicon», — первый из оригинальных комиксов Мура, выпущенный Avatar Press, с иллюстрациями Джейсена Берроуза, который также иллюстрировал более ранние адаптации. Последний выпуск комиксов был выпущен в январе 2011 года. В С 2015 по 2017 год вышла серия «Providance» из 12 частей, который включает информацию о Лавкрафте и источниках «Мифов Ктулху», и стал приквелом к «Neonomicon».
Алан Мур написал рассказы о «Мифах Ктулху»: «Внутренний двор» (1994), «Признание» (1995), «Холм Замана» (1995)
Dodgem Logic в настоящее время выходит ежемесячно с небольшими статьями Алана Мура в каждом номере, включая один мини-комикс, написанный и нарисованный самим Муром. Комикс называется «Astounding Weird Penises», состоит из восьми страниц и содержит истории на тему магии и её места в обществе.

## Экранизации
Некоторые из его книг, такие как «Из ада», «Лига выдающихся джентльменов», «V — значит вендетта» и «Хранители» были адаптированы для фильма Голливудом, но по причине значительных изменений в сюжете, внесенных Голливудом, автор предпочёл, чтобы его имя не было упомянуто в титрах каждого из фильмов.
- Возвращение болотной твари, 1989
- Из ада, 2001
- Лига выдающихся джентльменов, 2003
- Константин, 2005, персонаж Джон Константин был создан Муром, в соавторстве с Стивом Бискетом, Джоном Тотлибеном и Риком Вейтчем для комикса «Болотная тварь»
- V — значит вендетта, 2006
- Хранители, 2009
- Бэтмен: Убийственная шутка, 2016
- Хранители, 2019

## Избранная библиография

### DC
- «Хранители»
- «V — значит вендетта»
- «Лига выдающихся джентльменов»
- «Том стронг»
- «Завтрашние истории»
- «Первая десятка» (#1-12, Smax, 49 место)
- «Прометэя»
- «Болотная Тварь» (Vol. 2 № 21-64)
- «Супермен» ежегодник #11
- «Супермен» #423 и «Action Comics» #583 («Что случилось с человеком завтрашнего дня?»)
- «Бэтмен: Убийственная шутка»
- «Сказки корпуса Зеленых Фонарей» Ежегодник #2-3

### Image
- «Всевышний» (№ 41-56, «Возвращение»)
- «Дикие коты» (Vol..1 #21-34)

### Самиздат
- «Из ада»
- «1963»
- «Ореол Джонс»
- «Пропащие девочки»
- «Чудотворец»

### Нон-фикшн
- «Алан Мур пишет для комиксов», Avatar Press, (первоначально опубликовано в «Фантазия рекламодателя» 92-95, Август 1985 — февраль 1986 и The Comics Journal 119—121, 1988)
- «25 000 лет эротической свободы»

### Avatar Press
- «Модный зверь» (на основе нереализованного сценария 1988 года, сделанного Муром для Малкольма Макларена[8])
- «Небольшое убийство»
- «Неономикон»
- «Провиденс»

### Проза
- «Голос из огня» (1996)
- «Иерусалим» (2016)